# Eldredgeops rana
Eldredgeops rana (antes Phacops rana; llamada así por sus grandes ojos, que recuerdan a los de las ranas) es una especie de trilobites del periodo Devónico Medio. Sus fósiles se encuentran principalmente en el noreste de Estados Unidos y en el suroeste de Ontario.
Debido a su abundancia y popularidad entre los coleccionistas, Eldredgeops rana fue designado fósil estatal de Pensilvania por la Asamblea General del estado el 5 de diciembre de 1988.

## Descripción
Eldredgeops rana se reconoce por sus grandes ojos (que a algunos observadores les recuerdan a los de una rana), su tamaño bastante grande (hasta 15 centímetros de largo) y por su costumbre de enrollarse en una bola como los oniscídeos. Para protegerse de los depredadores, Eldredgeops rana se enrollaba en una bola con su duro exoesqueleto en el exterior como protección. Muchos otros trilobites poseían la misma capacidad, pero Eldredgeops rana casi la perfeccionó. La más mínima cantidad de sedimento activaba sus sentidos y Eldredgeops rana se escondía en un diminuto refugio hecho con su propio cuerpo.[cita requerida] Aunque esta característica ayudaba a menudo a evadir a los depredadores, en ocasiones fracasaba y el trilobite quedaba enterrado bajo el pesado sedimento. Sus fósiles aún se pueden encontrar en posición de bola 400 millones de años después.

## Ojos facópidos
La característica más llamativa de la morfología de Eldredgeops rana y sus parientes son sus ojos. Estos se diferencian de los ojos de la mayoría de los trilobites por tener comparativamente pocas lentes espaciadas entre las escleróticas profundas. Las lentes eran muy redondeadas en lugar de planas. Este tipo de ojo se conoce como ojo esquizocroal.